# Rhizophora samoensis
Rhizophora samoensis är en tvåhjärtbladig växtart som först beskrevs av Bénédict Pierre Georges Hochreutiner, och fick sitt nu gällande namn av Salvosa. Rhizophora samoensis ingår i släktet Rhizophora, och familjen Rhizophoraceae. Inga underarter finns listade i Catalogue of Life.